# Citrus latipes
Citrus latipes är en vinruteväxtart som först beskrevs av Walter Tennyson Swingle, och fick sitt nu gällande namn av T. Tanaka. Citrus latipes ingår i släktet citrusar, och familjen vinruteväxter. Inga underarter finns listade i Catalogue of Life.